# Антон Шалль
Антон Шалль (нім. Anton Schall, нар. 22 червня 1907, Відень — пом. 10 серпня 1947, Базель, Швейцарія) — австрійський футболіст та тренер.

## «Адміра»
В «Адміру» Шалль прийшов в вісімнадцять років. В першому сезоні провів всього 9 матчів і забив сім голів. В наступному році «Адміра» вперше в своїй історії здобуває титул чемпіона Австрії, а Шалль забиває найбільше м'ячів у турнірі. В сезоні 1927/28 — чемпіон, володар кубка Австрії та найкращий бомбардир чемпіонату (встановив рекорд результативності — 36 забитих м'ячів). Загалом за перші сім років Шалль стає найкращим бомбардиром п'ять разів, при цьому забиваючи більше одного м'яча за гру. Один з найкращих матчів у клубній кар'єрі — фінал кубка Австрії 1934 року проти «Рапіду». За п'ять хвилин (з 24-ї по 28-у) забив три м'ячі. Остаточний рахунок зустрічі (8:0). В останні роки футбольної кар'єри змінив амплуа, став захисником.

## Збірна Австрії
За збірну Австрії дебютував 20 березня 1927 року. Команда зазнала поразки від збірної Чехословаччини (1:2). В наступному поєдинку, зі збірною Бельгії, забив свої перші два голи за головну команду країни. В перші чотири роки в складі збірної провів усього п'ять матчів. З 1931 входив в основу нападу національної збірної — знаменитого «вундертиму»: Карл Цішек — Фрідріх Гшвайдль — Матіас Сінделар — Антон Шалль — Адольф Фогль. З 15-ти матчів «вундертима» (1931—1933) Шалль провів 13 матчів і забив 19 голів (у Сінделара — 16 забитих м'ячів). Брав участь у віденському поєдинку зі збірною Шотландії, який вважають днем народження «чудо-команди». У ворота збірних Угорщини та Бельгії забивав по чотири м'ячі. В 1932 у Лондоні провів один з найкращих своїх матчів, проти збірної Англії. У листопаді 1933 року в Глазго встановив рекорд результативності для збірної Австрії — 25 забитих м'ячів. На чемпіонаті світу-34 Антон Шалль і Йохан Хорват по черзі грали на одній позиції. Основний час проти збірної Франції завершився внічию (1:1). На третій хвилині додаткового часу Шалль вивів австрійців уперед, потім Йозеф Біцан забив іще один гол і Австрія вийшла в наступне коло змагань. У півфіналі, проти італійців, Антон Шалль зіграв останній, 28-й матч, за національну збірну.
Виступав також за збірну Відня. Дебютував у 1929 році в товариському матчі зі збірною Братислави, програному з рахунком 2:3. Уже у наступному матчі забив два голи у ворота збірної Праги, що дозволило його команді здобути перемогу з рахунком 5:4. У 1930 році забив три м'ячі у ворота збірної Загреба (8:0). Загалом зіграв 8 матчів і забив 9 голів.

## «Базель»
У сезоні 1946/47 тренував швейцарський «Базель». У чемпіонаті клуб посів 4-е місце та виграв кубок Швейцарії.
10 серпня 1947 року Антон Шалль помер під час тренування на футбольному полі від рідкісного захворювання серця.
У 1985 році одна з вулиць віденського району Флорісдорф названа його ім'ям.

## Досягнення

### Командні досягнення
- 4-е місце на чемпіонаті світу 1934
- Переможець кубка Центральної Європи 1932
- 2-е місце в кубку Центральної Європи 1930
- Фіналіст кубка Мітропи: 1934
- Чемпіон Австрії (7): 1927, 1928, 1932, 1934, 1936, 1937, 1939
- Володар кубка Австрії (3): 1928, 1932, 1934
- Віце-чемпіон Австрії (4): 1929, 1930, 1931, 1935
- Третій призер чемпіонату Австрії (1): 1933

- Володар кубка Швейцарії (тренер): 1947

### Особисті досягнення
- Найкращий бомбардир чемпіонату Австрії (5): 1927 (27 голів), 1928 (36 голів), 1929 (21 гол), 1931 (25 голів), 1932 (22 голи)

## Статистика
| Турнір              | Матчі | Голи |
| ------------------- | ----- | ---- |
| Збірна Австрія      | 28    | 27   |
| Кубок Мітропи       | 13    | 6    |
| Чемпіонат Австрії   | 285   | 231  |
| Кубок Австрії       | 30+   | 60+  |
| Чемпіонат Німеччини | 7     | 0    |
| Кубок Німеччини     | ?     | ?    |
| Усього за кар'єру   | 363+  | 324+ |

| Сезон   | Матчі | Голи |
| ------- | ----- | ---- |
| 1925/26 | 9     | 7    |
| 1926/27 | 23    | 27-Б |
| 1927/28 | 23    | 36-Б |
| 1928/29 | 22    | 21-Б |
| 1929/30 | 20    | 19   |
| 1930/31 | 18    | 25-Б |
| 1931/32 | 22    | 22-Б |
| 1932/33 | 21    | 23   |
| 1933/34 | 18    | 17   |
| 1934/35 | 18    | 14   |
| 1935/36 | 15    | 8    |
| 1936/37 | 22    | 3    |
| 1937/38 | 15    | 5    |
| 1938/39 | 16    | 4    |
| 1939/40 | 10    | 0    |
| 1940/41 | 12    | 0    |
| 1941/42 | 1     | 0    |
| Всього  | 285   | 231  |

| №  | Місце     | Дата       | Суперник       | Рахунок | Голи               |
| -- | --------- | ---------- | -------------- | ------- | ------------------ |
| 1  | Відень    | 20.03.1927 | Чехословаччина | 1:2     |                    |
| 2  | Відень    | 22.05.1927 | Бельгія        | 4:1     | 52', 78'           |
| 3  | Відень    | 01.04.1928 | Чехословаччина | 0:1     |                    |
| 4  | Берн      | 27.10.1929 | Швейцарія      | 3:1     | 84'                |
| 5  | Відень    | 16.11.1930 | Швеція         | 4:1     | 65'                |
| 6  | Мілан     | 22.02.1931 | Італія         | 1:2     |                    |
| 7  | Відень    | 16.05.1931 | Шотландія      | 5:0     | 27'                |
| 8  | Берлін    | 24.05.1931 | Німеччина      | 6:0     | 6', 32', 70'       |
| 9  | Відень    | 17.06.1931 | Швейцарія      | 2:0     | 87'                |
| 10 | Відень    | 14.09.1931 | Німеччина      | 5:0     | 41'                |
| 11 | Будапешт  | 4.10.1931  | Угорщина       | 2:2     |                    |
| 12 | Базель    | 29.11.1931 | Швейцарія      | 8:1     | 49', 80', 86'      |
| 13 | Відень    | 24.04.1932 | Угорщина       | 8:2     | 33', 50', 70', 73' |
| 14 | Стокгольм | 17.07.1932 | Швеція         | 4:3     |                    |
| 15 | Будапешт  | 2.10.1932  | Угорщина       | 3:2     |                    |
| 16 | Відень    | 23.10.1932 | Швейцарія      | 3:1     | 54', 67'           |
| 17 | Лондон    | 7.12.1932  | Англія         | 3:4     |                    |
| 18 | Брюссель  | 11.12.1932 | Бельгія        | 6:1     | 19', 28', 42', 67' |
| 19 | Париж     | 12.02.1933 | Франція        | 4:0     |                    |
| 20 | Відень    | 9.04.1933  | Чехословаччина | 1:2     |                    |
| 21 | Будапешт  | 30.04.1933 | Угорщина       | 1:1     |                    |
| 22 | Прага     | 17.09.1933 | Чехословаччина | 3:3     |                    |
| 23 | Відень    | 1.10.1933  | Угорщина       | 2:2     | 34'                |
| 24 | Глазго    | 29.11.1933 | Шотландія      | 2:2     | 52'                |
| 25 | Амстердам | 10.12.1933 | Нідерланди     | 1:0     |                    |
| 26 | Відень    | 15.04.1934 | Угорщина       | 5:2     | 30'                |
| 27 | Турин     | 27.05.1934 | Франція        | 3:2     | 93'                |
| 28 | Мілан     | 3.06.1934  | Італія         | 0:1     |                    |

### Статистика виступів на чемпіонаті світу
| 1/8 фіналу 27 травня 1934 |

| Австрія                           | 3 — 2 | Франція                       |
| --------------------------------- | ----- | ----------------------------- |
| Сінделар 45' Шалль 93' Біцан 109' | Звіт  | Ніколя 18' Верр'є 115' (пен.) |

| «Муніципальний стадіон Беніто Муссоліні» (Турин) Глядачів: 10 000 |

Австрія: Петер Платцер, Франц Цізар, Карл Сеста, Франц Вагнер, Йозеф Смістик (), Йоганн Урбанек, Карл Цишек, Йозеф Біцан, Маттіас Сінделар, Антон Шалль, Рудольф Фіртль. Тренер — Гуго Майзль
Франція: Алексіс Тепо (), Жак Мересс, Етьєн Маттле, Едмон Дельфур, Жорж Верр'є, Ноель Льєтер, Фріц Келлер, Жозеф Альказар, Жан Ніколя, Роже Рьйо, Альфред Астон. Тренери — Гастон Барро, Джордж Кімптон.
| 1/2 фіналу 3 червня 1934 |

| Італія     | 1 — 0 | Австрія |
| ---------- | ----- | ------- |
| Гвайта 19' | Звіт  |         |

| «Сан-Сіро» (Мілан) Глядачів: 45 000 |

Італія: Джанп'єро Комбі (), Еральдо Мондзельйо, Луїджі Аллеманді, Аттіліо Ферраріс, Луїс Монті, Луїджі Бертоліні, Енріке Гвайта, Джузеппе Меацца, Анджело Ск'явіо, Джованні Феррарі, Раймундо Орсі. Тренер — Вітторіо Поццо.
Австрія: Петер Платцер, Франц Цізар, Карл Сеста, Франц Вагнер, Йозеф Смістик (), Йоганн Урбанек, Карл Цишек, Йозеф Біцан, Маттіас Сінделар, Антон Шалль, Рудольф Фіртль. Тренер — Гуго Майзль.

### Статистика виступів у кубку Мітропи
| №                      | Розіграш               | Стадія                 | Дата та місце проведення | Команда 1              | Рахунок | Команда 2       | Голи       |
| ---------------------- | ---------------------- | ---------------------- | ------------------------ | ---------------------- | ------- | --------------- | ---------- |
| 1                      | 1927                   | 1/4                    | 14.08.1927 Прага         | Спарта (Прага)         | 5:1     | Адміра (Відень) |            |
| 2                      | 1927                   | 1/4                    | 21.08.1927 Відень        | Адміра (Відень)        | 5:3     | Спарта (Прага)  | 13' 50'    |
| 3                      | 1928                   | 1/4                    | 15.08.1928 Відень        | Адміра (Відень)        | 3:1     | Славія (Прага)  | 76'        |
| 4                      | 1928                   | 1/4                    | 19.08.1928 Прага         | Славія (Прага)         | 3:3     | Адміра (Відень) | 32'        |
| 5                      | 1928                   | 1/2                    | 9.09.1928 Відень         | Адміра (Відень)        | 1:2     | Ференцварош     |            |
| 6                      | 1928                   | 1/2                    | 16.09.1928 Будапешт      | Ференцварош            | 1:0     | Адміра (Відень) |            |
| 7                      | 1932                   | 1/4                    | 18.06.1932 Прага         | Славія (Прага)         | 3:0     | Адміра (Відень) |            |
| 8                      | 1932                   | 1/4                    | 26.06.1932 Відень        | Адміра (Відень)        | 1:0     | Славія (Прага)  |            |
| 9                      | 1934                   | Фінал                  | 5.09.1934 Відень         | Адміра (Відень)        | 3:2     | Болонья         | 59'        |
| 10                     | 1937                   | 1/8                    | 13.06.1937 Відень        | Адміра (Відень)        | 1:1     | Спарта (Прага)  |            |
| 11                     | 1937                   | 1/8                    | 25.06.1937 Прага         | Спарта (Прага)         | 2:2     | Адміра (Відень) |            |
| 12                     | 1937                   | 1/8 перегр.            | 29.06.1937 Будапешт      | Спарта (Прага)         | 0:2     | Адміра (Відень) |            |
| 13                     | 1937                   | 1/4                    | 4.06.1937 Відень         | Адміра (Відень)        | 2:2     | Дженова 1893    | 86' (пен.) |
| Всього у кубку Мітропи | Всього у кубку Мітропи | Всього у кубку Мітропи | Всього у кубку Мітропи   | Всього у кубку Мітропи | 13      |                 | 6          |